# Круминя, Линда
Ли́нда Кру́миня (латыш. Linda Krūmiņa; род. 16 декабря 1984, Тукумс) — латвийская шахматистка, чемпионка Латвии по шахматам (2017), мастер ФИДЕ среди женщин (2017).

## Биография
В конце 1990-х и в начале 2000-х годов была одной из ведущих юных шахматисток Латвии. В 1999 году победила на чемпионате Латвии по шахматам среди девушек. Неоднократная участница юношеских чемпионатов Европы по шахматам (2001 — U20; 2002 — U18) и юношеских чемпионатов мира по шахматам в различных возрастных группах (1995 — U12; 1997, 1998 — U14). В начале 2000-х годов регулярно участвовала в финалах чемпионатов Латвии по шахматам среди женщин.
С 2005 по 2015 год в шахматных турнирах участвовала редко, и только начиная с 2016 года возвратилась на шахматные соревнования. В 2016 году на чемпионате Латвии по шахматам среди женщин за два тура до финиша делила первое место, но поражения в последних двух турах лишили её призового места. В апреле 2017 года в Риге приняла участие в индивидуальном чемпионате Европы по шахматам среди женщин. В конце июля и в начале августа того же года в Эрфурте приняла участие в международном женском турнире и выполнила норму мастера ФИДЕ (WFM). В октябре 2017 года победила на чемпионате Латвии по шахматам среди женщин, опередив двух женских гроссмейстеров Илзи Берзиню и Ингуну Эрнесте.
Представляла Латвию на женских шахматных олимпиадах (2018, 2024).
В феврале 2022 года она выиграла турнир B (для любителей) шахматного фестиваля в Каннах.